# Utsunomiya Blitzen/Saison 2014
Dieser Artikel listet Erfolge und Fahrer des Radsportteams Utsunomiya Blitzen in der Saison 2014 auf.

## Erfolge in der UCI Asia Tour
| Datum       | Rennen          | Kat. | Sieger          |
| ----------- | --------------- | ---- | --------------- |
| 9. November | Tour de Okinawa | 1.2  | Nariyuki Masuda |

## Zugänge – Abgänge
| Zugänge           | Team 2013              | Abgänge         | Team 2014   |
| ----------------- | ---------------------- | --------------- | ----------- |
| Nariyuki Masuda   | Cannondale Pro Cycling | Masaru Fukuhara | Nasu Blasen |
| Kazuki Aoyanagi   | Shimano Racing Team    | Hikaru Kosaka   | Nasu Blasen |
| Yuzuru Suzuki     | Shimano Racing Team    | Motonari Suzuki | Nasu Blasen |
| Takayuki Abe      | Team Ukyo              | Masaki Gunji    | Unbekannt   |
| Jin Ōkubo         | Team Ukyo              | Tomoyuki Iino   | Unbekannt   |
| Hidenori Funayama | Neoprofi               | Makoto Nakamura | Unbekannt   |

## Mannschaft
| Name              | Geburtstag        | Nationalität |
| ----------------- | ----------------- | ------------ |
| Takayuki Abe      | 12. Juni 1986     | Japan        |
| Kazuki Aoyanagi   | 21. Februar 1989  | Japan        |
| Hidenori Funayama | 26. Juli 1989     | Japan        |
| Takaaki Hori      | 1. Juli 1992      | Japan        |
| Nariyuki Masuda   | 23. Oktober 1983  | Japan        |
| Jin Ōkubo         | 8. Oktober 1988   | Japan        |
| Yamato Shirota    | 25. November 1994 | Japan        |
| Shinri Suzuki     | 25. Dezember 1974 | Japan        |
| Yuzuru Suzuki     | 6. November 1985  | Japan        |